# ミルカ・ポコルナー
- ミルカ・ポコルナ

ミルカ・ポコルナー（Mirka Pokorná, 1930年10月28日 - 2017年1月24日）は、チェコのピアノ奏者。
ヴセティーン出身。幼少時よりピアノ教師の父親の手ほどきを受け、1943年からヴィレーム・クルツの個人レッスンを受ける。クルツの没後はイローナ・シュティエパーノヴァー＝クルツォヴァーの下で学び、1946年から1953年までプラハ音楽院に在籍。1951年にはウィーンに留学してブルーノ・ザイドルホーファーの薫陶を受け、ベルリンで開催された世界青年学生祭典のコンクールで二位入賞を果たした。1968年から1971年までミュンヘン音楽院で教鞭を執り、1972年から1976年までブルノ国立フィルハーモニー管弦楽団の専属ピアノ奏者となった。1977年からプラハ交響楽団の専属ピアノ奏者に転じ、1990年まで務めた。
ロジュノフ・ポト・ラドホシュチェムにて没。